# Drumin Castle

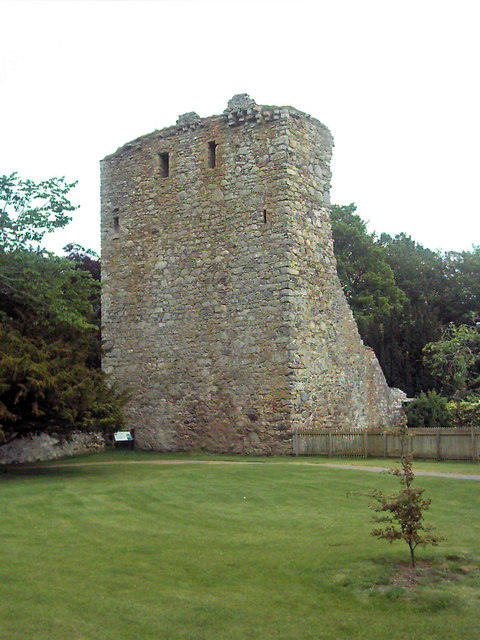
Ruine von Drumin Castle

Drumin Castle ist die Ruine eines Wohnturms in der Nähe des Flusstals des Livet in der schottischen Council Area Moray. Die Ruine liegt auf einer Hügelkette über der Mündung des Livet in den Avon. Die Anlage ist als Scheduled Monument denkmalgeschützt.

## Geschichte
Die Ländereien, auf denen der Wohnturm steht, verlehnte König Robert II. Anfang der 1370er-Jahre an seinen Sohn, Alexander Stewart. 1490 fielen sie von der Familie Stewart an Alexander Gordon, 3. Earl of Huntly. Im 16. Jahrhundert wurde der Turm aufgegeben und verfiel.